# 住吉大社神代記
『住吉大社神代記』（すみよしたいしゃじんだいき）は、古より住吉大社に伝来し、その由来について述べた古典籍。全1巻、719行。古代史研究の上で重要な文献の1つである。重要文化財（国指定）である。公益財団法人住吉名勝保存会の住吉大社文華館に所蔵している。

## 概要
『住吉大社神代記』は、住吉大社の神官が大社の由来を神祇官に言上した解文である。主要部分は祭神である住吉三神の由来と鎮座について述べた「住吉大神顕現次第｣で、これに加えて大社の神域、神宝、眷属神、各領地の四至や由来などが詳細に述べられている。『神代記』の名が史料に登場する最初の例は藤原定家の『明月記』である。藤原定家は当時住吉大社と四天王寺との間に起きた領地問題について、住吉大社側が証拠資料として『神代記』を提示したことを述べている。『神代記』はその後も史料にしばしば言及されたが、元来神代記は秘中の書として秘蔵され、社家の人間でも拝観は許されなかった。しかし、学会で注目され始めた明治以降わずかながら拝観が許可され、写本も残されるようになり、1907年（明治40年）には佐伯有義によって「住吉大社神代記事」として刊行された（『神祇全書』第3輯）。この原書（住吉大社所蔵本）が広く知られるようになったのは昭和に入ってからで、1936年（昭和11年）宮地直一によって『神代記』の原寸大の写真複製本が刊行された。さらに田中卓が本格的に研究し、1951年（昭和26年）に研究書『住吉大社神代記』を刊行した。ちなみに『住吉大社神代記』という名は仮称であり、これまでも「住吉神代記」、「住吉神社神代記」などと呼ばれ学者の間でも一定しなかった。しかし田中卓が『住吉大社神代記』の名称を強く推して以降、この名称が定着した。3年後の1954年（昭和29年）に『住吉大社神代記』は重要文化財に指定された。

## 成立
巻末には天平3年（731年）7月3日の日付で神主従八位下津守宿禰嶋麻呂と、遣唐使神主正六位上津守宿禰客人（津守吉祥？）の2名の撰者の名が挙げられている。さらに延暦8年（789年）8月27日の日付で、『神代記』の真正のしるしとして津守宿禰屋主ら計8名の署名が書き加えられている。これによれば成立は天平3年（731年）の撰であるが、これは従来から疑問視されており、その根拠として本記は訓点が用いられているため、成立は十世紀以前に遡れないとされる。

## 内容
巻頭部分に「合す」の語の後に「従三位住吉大明神大社神代記」と「住吉現神大神顕座神縁記」と2種の文献の名が挙げられており（2 - 4）、このことから上記2種類の文献を1つにまとめたものと考えられるが、本文のどの部分がいずれの文献に属したのかは不明である。住吉三神の由来について述べた「住吉大神顕現次第」は全体の6割を占めるが、主に『日本書紀』から住吉三神と関係の深い、神代、仲哀天皇、神功皇后の部分を引用した文で構成されている。しかし、全くの引用ではなく、改変、抄約されていたり、独自の伝承が挿入されているなど、その独自性がうかがえる箇所も少なからずある。
- たとえば神代では『日本書紀』本文の神話ではなく、一書の神話を採用している。しかもそれは『古事記』神話に似たものである。しかし、これは当然で、住吉三神はイザナミの死後、黄泉国を訪れたイザナギが禊をした際に化生したためであり、イザナミが死なない本文の神話を挙げることはむしろ考えられない。ただし、天地開闢の造化神を『日本書紀』の国常立神とせずに、『古事記』と同じ天御中主尊としている点は注目される。なお住吉三神は、三所大神、三軍神などと称されている。
- 仲哀天皇の引用部分では、父の日本武尊が天皇と呼ばれている（『記紀』ではヤマトタケルは即位しない）。また、成務天皇が祖父と呼ばれ、さらに成務天皇は孫（つまり仲哀天皇）を立てたとしている。
- 『神代記』で最も有名な伝承は、神功皇后に関するもので、神功皇后が住吉大神と「密事」があり、俗に夫婦の間柄となったと、いう主旨の註記が付されている。この伝承は神功皇后と関連してしばしば取り上げられる。

## 構成
- 神殿・神戸・神域四至・大神宮・部類神・子神
- 神財流代長財
- 住吉大神顕現次第
- 御封奉寄本記（山河奉寄本記）
- 胆駒山・神南備山本記
- 長柄船瀬本記
- 開口水門姫神社・田蓑島姫神社
- 豊島郡城辺山・河辺郡為奈山
- 為奈河・木津河
- 荷前二処・幣帛浜等本縁
- 神前審神浜
- 奉寄木小島・辛島・粟島・錦刀島御厨本縁起
- 周芳沙麼魚塩地領本縁
- 船木等本記
- 明石郡魚次浜一処
- 賀胡郡阿閇津浜一処
- 八神男・八神女奉供本記
- 天平瓮奉本記
- 奉幣時御歌本記
- 雑

## 関連書
- 『日本庶民生活資料集成』 第26巻神社縁起、三一書房
- 田中卓著作集7 『住吉大社神代記の研究』 国書刊行会